# Rebecca Borga
Rebecca Borga (Treviso, 11 de junio de 1998) es una atleta italiana especialista en los 400 metros, así como en relevos.

## Carrera
Una de sus primeras competiciones a nivel internacional tuvo lugar en 2015 en Cali (Colombia), en el Campeonato Mundial Juvenil de Atletismo, donde corrió en solitario en los 400 metros lisos, donde cayó en semifinales con una marca de 56,56 segundos, y en los relevos mixtos de 4 x 400 metros, donde el combinado italiano cayó en primera ronda con un tiempo de 3:25,62 minutos.
En 2016 volvería a participar en ambas especialidades en el Campeonato Mundial de Atletismo Sub-20 de Bydgoszcz (Polonia), mejorando sus registros y posición. Por una parte, en los 400 metros, llegó a semifinales, siendo sexta en estas, con 53,64 segundos; por su parte, en los relevos femeninos de 4 x 400 metros, alcanzaron la final, siendo octavas con 3:32,53 minutos. Al año siguiente, en el Campeonato Europeo de Atletismo Sub-20 celebrado en Grosseto (Italia) llegó a ser sexta en ambas especialidades, con marcas, respectivamente, de 53,91 segundos y 3:35,86 minutos. 2018 le brindaría a la atleta sus primeros podios, nuevamente en Italia, pero ahora en los Juegos Mediterráneos Sub-23, con una medalla de plata en los 400 metros (53,40 segundos), y un oro en los 4 x 400 m relevos (3:37,88 minutos).
Para 2019, le depararon resultados dispares a Borga. En Suecia, en el Campeonato Europeo de Atletismo Sub-23 de Gävle, logró alcanzar las finales en sus especialidades, si bien fuera de los podios, respecto al año pasado, registrando un tiempo de 53,46 segundos en los 400 metros, acabando octava, y de 3:36,96 minutos en los relevos de 4 x 400 metros, que fueron quintas. Recuperaría la dinámica de las medallas poco tiempo después, en el Campeonato Europeo de Atletismo por Equipos de Bydgoszcz, donde el combinado trasalpino de relevistas se llevó el bronce, con marca de 3:27,32 minutos.
Tras la paralización de muchos eventos deportivos en 2020, y de incluso los Juegos Olímpicos de Tokio 2020 por la pandemia de coronavirus, 2021 significó la reapertura de los espacios y la reanudación de aquellos torneos tanto retrasados como los que estaban previstos para ese año en el calendario. La primera cita importante tuvo lugar en la ciudad polaca de Toruń, con el Campeonato Europeo de Atletismo en Pista Cubierta, donde el equipo italiano de relevistas se quedó muy cerca de repetir un podio, siendo cuartas con 3:30,32 minutos.
Borga sería elegida por el Comité Olímpico de Italia como parte de la delegación que representaría al país en los que serían sus primeros Juegos Olímpicos en Tokio (Japón), formando parte de los equipos relevistas tanto femenino como mixto. No obstante, la delegación italiana no tuvo suerte en sus comienzos, cayendo ambas en sus respectivas rondas clasificatorias: la femenina fue séptima en su segunda serie, con 3:27,74 minutos; mientras la mixta, también en segunda serie, fue quinta, con 3:13,51 minutos.

## Resultados

### Por temporada
| Representando a Italia | Representando a Italia                            | Representando a Italia | Representando a Italia | Representando a Italia   | Representando a Italia |
| ---------------------- | ------------------------------------------------- | ---------------------- | ---------------------- | ------------------------ | ---------------------- |
| Año                    | Competición                                       | Lugar                  | Puesto                 | Modalidad                | Marca                  |
| 2015                   | Campeonato Mundial Juvenil de Atletismo           | Cali                   | 6.ª (SF3)              | 400 m                    | 56,56 s.               |
| 2015                   | Campeonato Mundial Juvenil de Atletismo           | Cali                   | 2.ª (H1)               | 4 x 400 m relevos mixtos | 3:25,62 min.           |
| 2016                   | Campeonato Mundial de Atletismo Sub-20            | Bydgoszcz              | 6.ª (SF1)              | 400 m                    | 53,64 s.               |
| 2016                   | Campeonato Mundial de Atletismo Sub-20            | Bydgoszcz              | 8.ª                    | 4 x 400 m relevos        | 3:32,53 min.           |
| 2017                   | Campeonato Europeo de Atletismo Sub-20            | Grosseto               | 6.ª                    | 400 m                    | 53,91 s.               |
| 2017                   | Campeonato Europeo de Atletismo Sub-20            | Grosseto               | 6.ª                    | 4 x 400 m relevos        | 3:35,86 min.           |
| 2018                   | Juegos Mediterráneos Sub-23                       | Jesolo                 | 2.ª                    | 400 m                    | 53,40 s.               |
| 2018                   | Juegos Mediterráneos Sub-23                       | Jesolo                 | 1.ª                    | 4 x 400 m relevos        | 3:37,88 min.           |
| 2019                   | Campeonato Europeo de Atletismo Sub-23            | Gävle                  | 8.ª                    | 400 m                    | 53,64 s.               |
| 2019                   | Campeonato Europeo de Atletismo Sub-23            | Gävle                  | 5.ª                    | 4 x 400 m relevos        | 3:36,96 min.           |
| 2019                   | Campeonato Europeo de Atletismo por Equipos       | Bydgoszcz              | 3.ª                    | 4 x 400 m relevos        | 3:27,32 min.           |
| 2021                   | Campeonato Europeo de Atletismo en Pista Cubierta | Toruń                  | 6.ª (SF2)              | 400 m                    | 54,23 s.               |
| 2021                   | Campeonato Europeo de Atletismo en Pista Cubierta | Toruń                  | 4.ª                    | 4 x 400 m relevos        | 3:30,32 min.           |
| 2021                   | Juegos Olímpicos                                  | Tokio                  | 7.ª (H2)               | 4 x 400 m relevos        | 3:27,74 min.           |
| 2021                   | Juegos Olímpicos                                  | Tokio                  | 5.ª (H2)               | 4 x 400 m relevos mixtos | 3:13,51 min.           |

### Mejores marcas
| Disciplina                              | Marca        | Lugar     | Fecha                   |
| --------------------------------------- | ------------ | --------- | ----------------------- |
| 60 metros lisos (pista cubierta)        | 7,46 s.      | Padua     | 23 de enero de 2021     |
| 100 metros lisos (exterior)             | 11,75 s.     | Trieste   | 25 de julio de 2020     |
| 200 metros lisos (exterior)             | 23,89 s.     | Rieti     | 24 de mayo de 2019      |
| 200 metros lisos (pista cubierta)       | 24,42 s.     | Padua     | 12 de enero de 2019     |
| 400 metros lisos (exterior)             | 52,84 s.     | Rovereto  | 8 de septiembre de 2020 |
| 400 metros lisos (pista cubierta)       | 52,69 s.     | Ancona    | 21 de febrero de 2021   |
| 4 x 400 metros relevos (exterior)       | 3:27,32 min. | Bydgoszcz | 11 de agosto de 2019    |
| 4 x 400 metros relevos (pista cubierta) | 3:30,32 min. | Toruń     | 7 de marzo de 2021      |
| 4 x 400 metros relevos mixtos           | 3:13,51 min. | Tokio     | 30 de julio de 2021     |